# Kalibangan

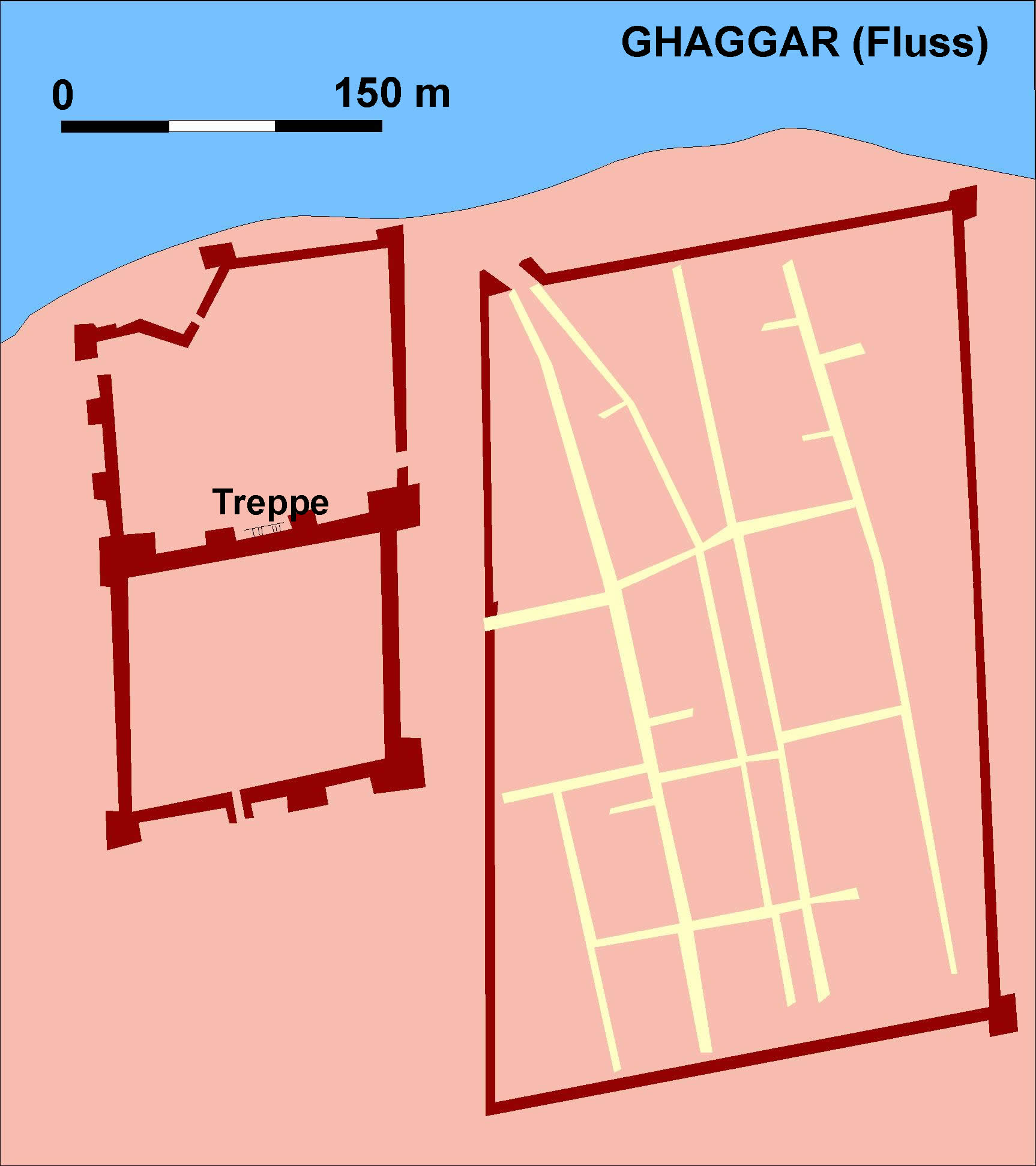
Plan der antiken Stadt

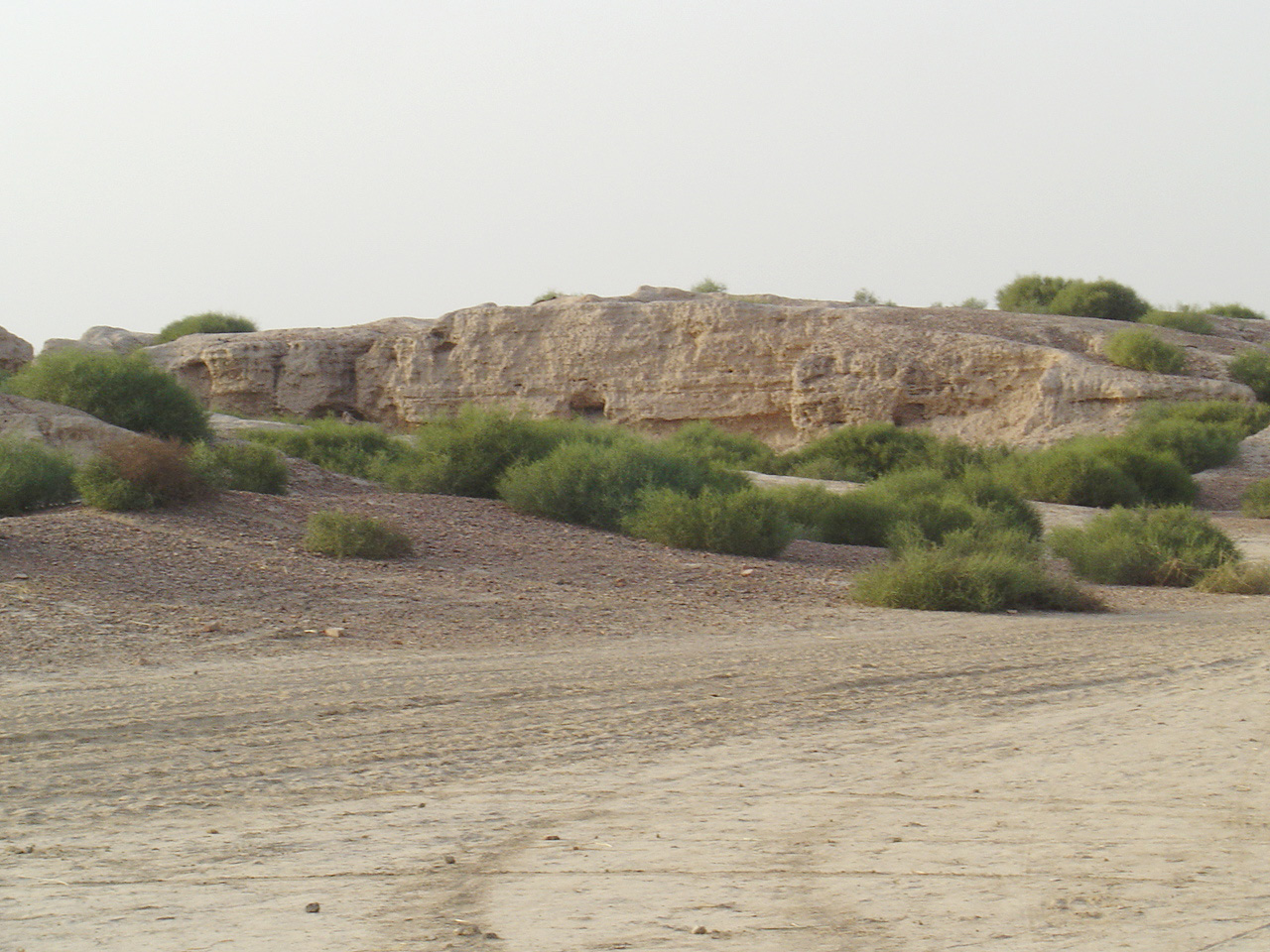
Blick auf die Reste der Zitadelle

Kalibangan (Hindi: काली बंगा Kālī Baṅgā) ist ein Dorf und eine historische Grabungsstätte im Distrikt Hanumangarh im nördlichen Rajasthan (Indien).
Der Ort ist vor allem als archäologischer Fundort der Indus-Kultur (ca. 2500–1800 v. Chr.) bekannt. Es konnten zwei Phasen unterschieden werden, wobei die erstere in die Periode vor der Ankunft der Indus-Kultur gehört. In dieser Zeit war der Ort schon befestigt. Die nachfolgende Stadt der Indus-Kultur bestand aus zwei Teilen. Im Westen befand sich eine befestigte Zitadelle, die wiederum in zwei Teile unterteilt war. Beide Bereiche wurden von einer Mauer getrennt, die wiederum Türme hatte. Im Osten lag die ca. 200 × 300 m große Wohnstadt. Sie war fast rechteckig und auch von einer Mauer umgeben. An den Ecken befanden sich jeweils Türme. Bisher konnten zwei Stadttore, eines im Norden und eines im Westen lokalisiert werden. Das Stadtgebiet war von Straßen, die sich rechtwinklig kreuzten, durchzogen. 
Ausgrabungen fanden hier von 1960 bis 1969 unter der Leitung von B. B. Lal und B. K. Thapar für den Archaeological Survey of India statt.